# Kaituna (fleuve)
Le fleuve Kaituna  (en anglais : Kaituna River) est un cours d’eau situé dans la région de la baie de l’Abondance, au Nord de l’Île du Nord de la Nouvelle-Zélande.

## Géographie
| Localisation de la Nouvelle-Zélande dans le Monde |

| Localisation de la Nouvelle-Zélande dans le Monde |

C’est l’exutoire du lac Rotorua et du lac Rotoiti, et il s’écoule vers le nord sur une distance de 45 km, se déversant dans la baie de l'Abondance près de la ville d'Te Puke. Il fut le sujet de plaintes concernant les effluents s’écoulant dans la rivière à partir du Lac de Rotorua, qui entraîna un mouvement pour la mise en place d’un système de traitement des eaux terrestres.
La section supérieure du fleuve Kaituna, et ainsi que de la rivière Okere (en), offrent certaines des meilleures possibilités de kayak de rivière , avec en particulier la zone des chutes d'Okere Falls (en) contenant les chutes d’eau de 7 m, les plus hautes dans le monde qui soient utilisées commercialement pour le rafting .
Le fleuve est aussi réputé pour la pèche à la truite.

## Prévention écologique et prétention culturelle
Durant les années 1970, le lac de Rotorua devint l’objet d’une eutrophication sous l’effet de la charge en nutriments, amenant le Ministère des travaux de la Nouvelle-Zélande (en) a proposer de dérouter les eaux usées pour qu'elles s'écoulent dans la rivière Kaituna .
Les iwi locaux s’y opposèrent toutefois et développèrent une réclamation auprès du Tribunal de Waitangi. Leurs objections comprenaient la notion que réduire le débit de la rivière constituait une insulte envers d’autres iwi (menant à la perte de mana) et à la destruction de la force vive et donc à l’essence de la rivière (du mauri), dont ils pensaient qu’ils avaient été construits par l’habileté à soutenir la vie aquatique. Le rapport du Ministre du travail faisait état toutefois que le concept de « mauri » était essentiellement religieux dans sa nature et non scientifiquement vérifiable, alors que d’un autre côté la dilution des déchets pourrait aider à prévenir les excès de pollutions et garder les coûts à un niveau raisonnable. Dans la culture maorie, la religion Maori (en) et les sciences ne sont pas traitées comme elles tentent de l’être dans la culture occidentale.
En 1990, toutefois, le “Programme pour le traitement des terres de Rotorua ” montra une amélioration nette des structures de traitement, permettant de retirer environ 80 % de l’azote et du phosphore à partir des effluents présents , et des applications sur le terrain pour réduire cette eutrophisation et ainsi de satisfaire les désirs de la culture Māori. Ceci a conduit à une meilleure prise en compte des problèmes environnementaux, économiques et culturels pour toutes les parties.

## Fabrication de courant électrique
La portion supérieure du fleuve Kaituna était le site d’une petite centrale électrique, qui fonctionna de 1901 à 1936,et qui était la première installation de génération de courant construite par le gouvernement de la Nouvelle-Zélande. Plusieurs propositions pour une centrale plus grande ont été prises en considération, mais toutefois le coût élevé de ces projets a fait qu’aucune d’entre elles n’a été construite en date d’aujourd’hui .
En 2008, il y eut une consultation de la population concernant l’installation d’un barrage et d’une nouvelle centrale hydro-électrique de 13,5 MW à la fin de la route de Trout Pool Road. Ceci devrait impliquer la création d’un barrage artificiel et l’inondation de certaines terres, détruisant une partie du cours d’eau, connu sous le nom de Awesome Gorge et laissant la portion connue comme Gnarly Gorge avec un flux résiduel très réduit. Les groupes de pratiquants du kayak et du rafting et les iwi locaux ont argumenté avec de nombreuses objections.[réf. nécessaire]

## Eaux vives
Le fleuve Kaituna est en effet, l’une des destinations d’eau vive les plus réputées du monde. La rivière a été parcourue régulièrement pour le rafting et le kayak depuis l’année 1991. Il a été utilisé pour le kayak de loisir, le kayak commercial en tandem, le rafting et le sledging (nage en eau vive). La forêt humide tempérée, l’eau chaude, et son caractère inhabituel, font que la rivière est bien connue internationalement parmi les vidéos d’eau vive. C’est une destination d’hiver pour les pagayeurs de l’hémisphère Nord. L’entrée de la partie supérieure de la gorge comporte un circuit de slalom, qui est utilisé par les équipes internationales pour leurs entraînements hors saison avant les compétitions des championnats et des jeux olympiques. La partie supérieure des gorges contient aussi un certain nombre d’aires de jeux, comprenant le fameux "bottom hole". La rivière entière peut être descendue en kayak..
Les chutes importantes de la partie supérieure de la Okere Falls, au niveau de Tutea Falls (de) forment la plus haute chute utilisée dans le raft commercial et Trout Pool Falls, qui est aussi accessible via le chemin de randonnée de Okere Falls track.

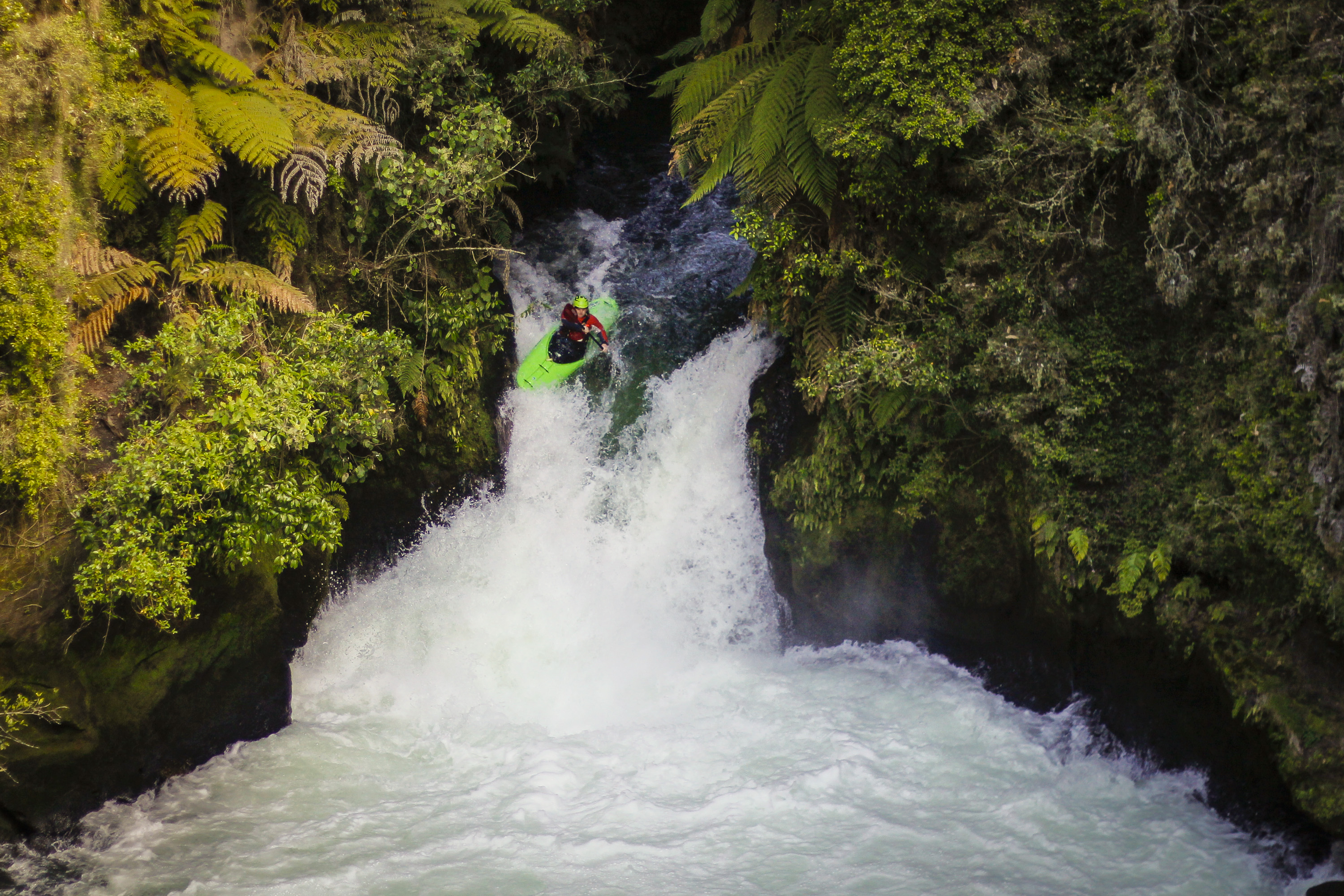
Chute de Tutea
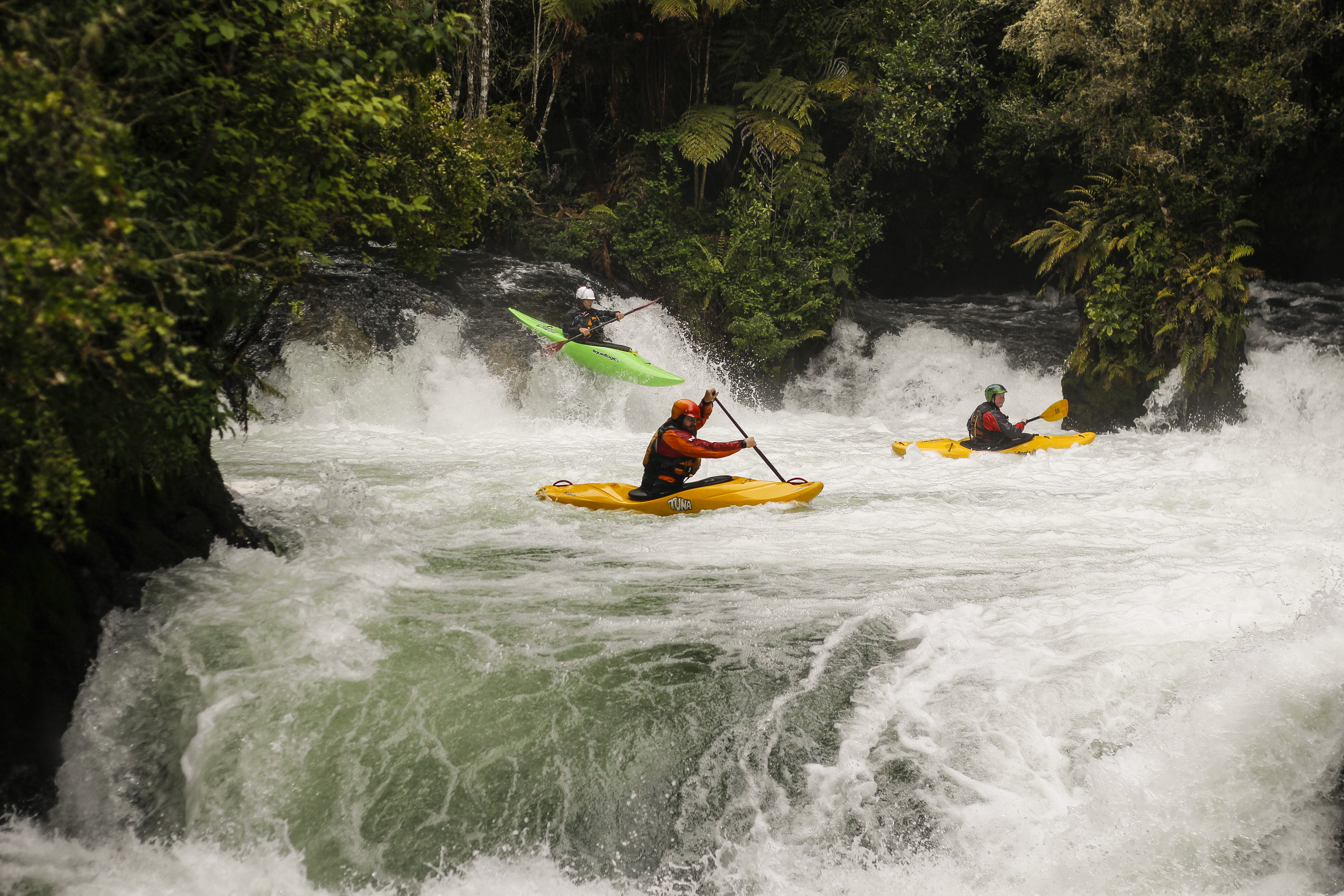
The Weir
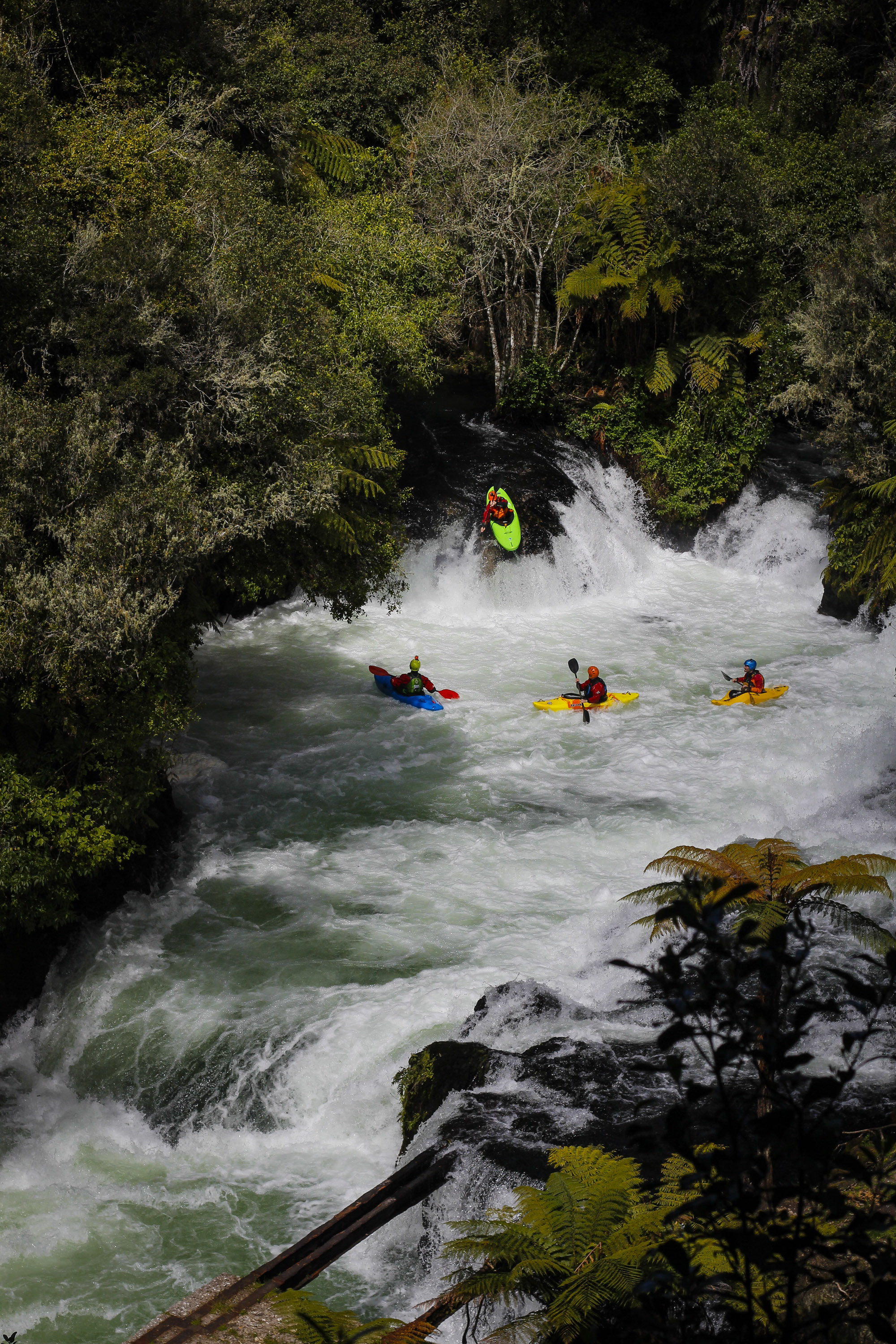
Chute d'Okere Falls et The Weir
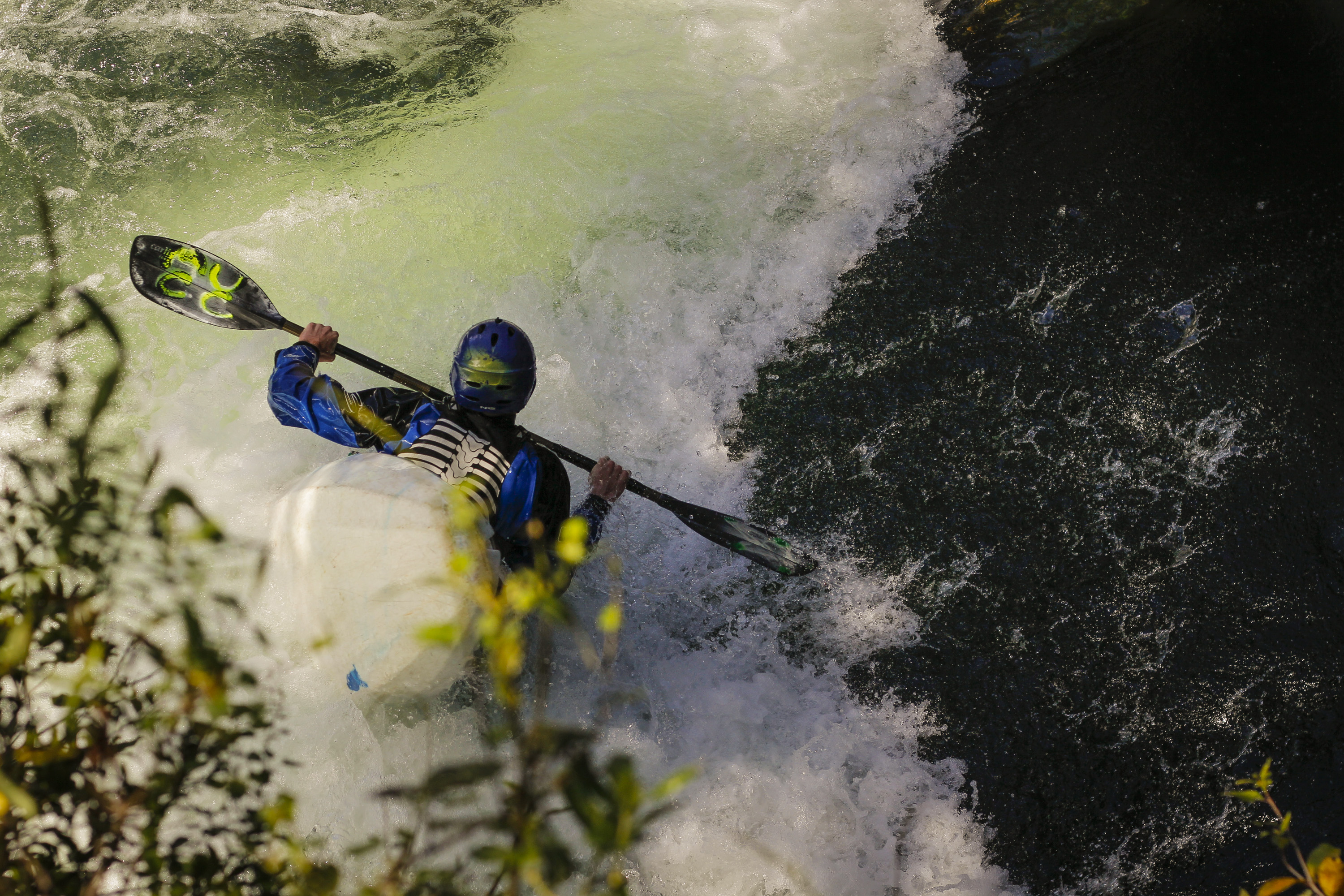
Bottom Play Hole
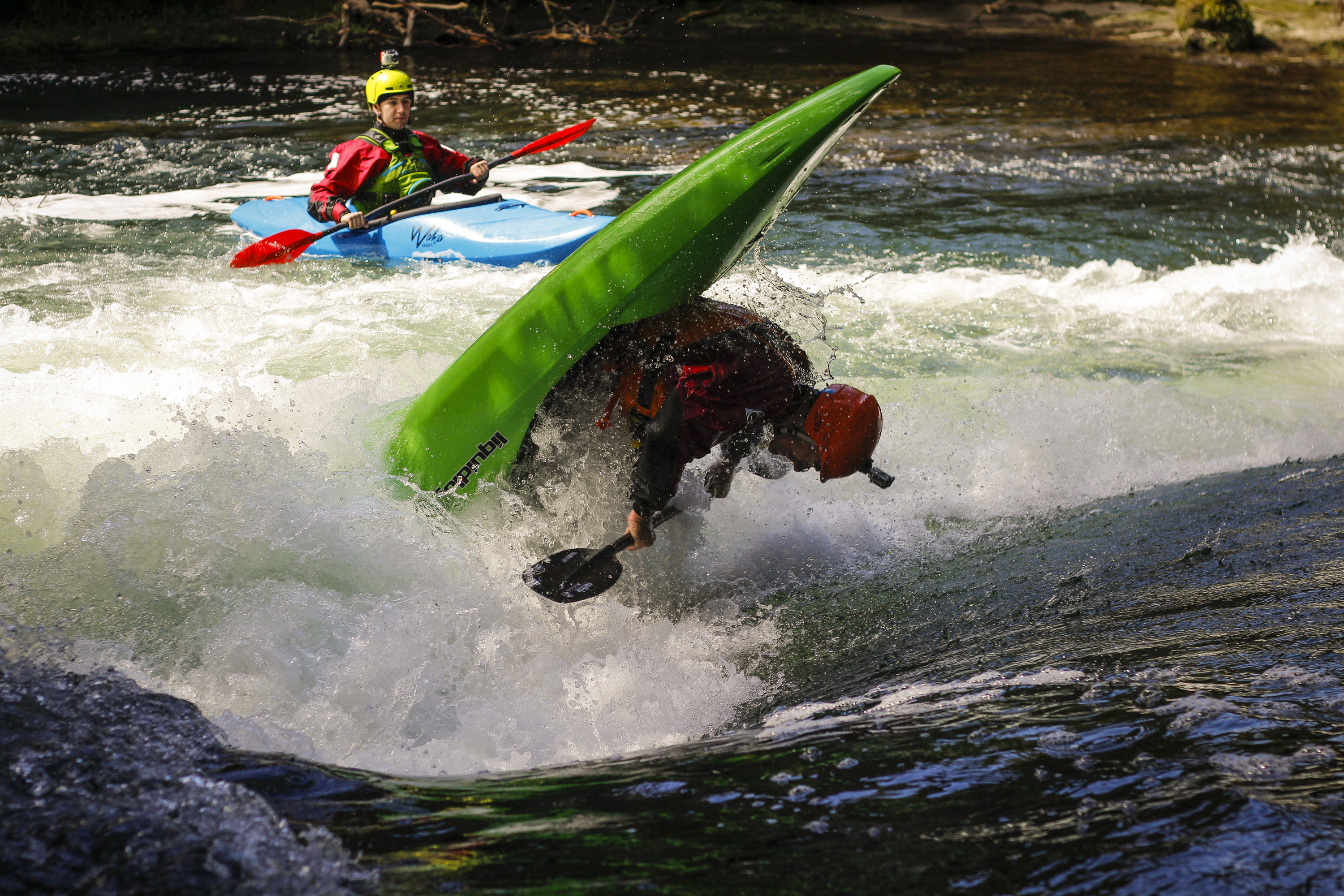
Bottom Play Hole